# ولادیمیر استروژانوف
ولادیمیر استروژانوف (انگلیسی: Vladimir Struzhanov; ۲ اوت ۱۹۳۲ – ۱۹ آوریل ۲۰۱۴) شناگر اهل اتحاد جماهیر شوروی سوسیالیستی بود.